# 宗性
宗性（そうしょう、建仁2年（1202年）- 弘安元年6月8日（1278年6月29日））は、鎌倉時代前期から中期にかけての東大寺の僧。当時の華厳宗の重鎮であった。父は宮内大輔・藤原隆兼。学僧として著名な東大寺の凝然は宗性の門弟にあたる。

## 人物略歴
建保2年（1214年）、東大寺に入って道性に師事して得度、東大寺の中院・尊勝院に住した。僧綱・権大僧都を歴任し、文応元年（1260年）には東大寺別当に任じられた。旧仏教の復興に努め、寛喜2年（1230年）には笠置山の貞慶の感化によって弥勒信仰に傾倒し、文暦2年（1235年）には『弥勒如来感応抄』を著している。また、建長3年（1251年）に『日本高僧伝要文抄』を撰述。文永6年（1269年）、権僧正に任じられている。東大寺には宗性自筆の稿本が数多く残り、彼の学識の高さをよくしめすものであるが、中には飲酒や男犯などの当時の僧の堕落を表す資料も含まれている。建治元年（1275年）8月9日、74歳の高齢で南都を離れて、南山城の笠置寺般若院の僧房に籠り、8月20日以降、『地持論指示抄』『華厳探玄記香薫抄』『華厳宗祖師伝』などを抄しはじめている。これらの高僧伝を編纂したのは、『弥勒如来感応抄』において自ら述べているように、伝記編纂の功徳によって自身が都率天に往生するためであった。
同性愛者であり、100人近くの稚児と関係を持った。
彼が南都を離れたのは、建治元年（1275年）8月4日に、年来同宿してきた児の力命丸が、全く過はないのに、興福寺林小路で殺害されたのが原因であるとされる。

## 著作
- 『弥勒如来感応抄』
- 『日本高僧伝要文抄』
- 『地持論指示抄』
- 『華厳探玄記香薫抄』
- 『華厳宗祖師伝』
- 『倶舎論本義抄』

### 参照
1. 1 2  平岡 1957, p. 554.
2. ↑  『尊卑分脈』
3. ↑  大隅（1989）p.210
4. ↑  平岡 1957, p. 555.
5. ↑  戦国武将の明暗（新潮新書） 本郷 和人
6. ↑  松尾 2008, pp. 74–79.
7. ↑  田端泰子／細川凉一 (2002年5月30日). 女人、老人、子ども. 日本の中世 <4>. 中央公論新社. ISBN 978-4124902136